# جبارس البحرية
قرية جبارس البحرية هي إحدى القرى التابعة لمركز إيتاي البارود في محافظة البحيرة في جمهورية مصر العربية. حسب إحصاءات سنة 2006، بلغ إجمالي السكان في جبارس البحرية 8658 نسمة، منهم 4510 رجل و4148 امرأة.